# General Satellite
 (août 2019).
 (février 2019).
General Satellite (anglais : General Satellite) est un développeur russe et producteur d’équipement pour la réception de la télévision. Ses solutions techniques sont utilisées dans les projets de diffusion par satellite NTV-Plus, Tricolor TV, Platforma HD et dans d’autres projets.

## Histoire
L'entreprise est créée en 1991. Les activités essentielles sont la vente et le montage de systèmes de télévision par satellite. 
En 1994, elle souscrit à des contrats de vente exclusifs d’équipement avec les entreprises Pace Micro Technology (Grande-Bretagne) et Humax (Corée du Sud). L’entreprise devient l'un des principaux fournisseurs d’équipement de télévision par satellite, par câble et terrestre, y compris un fournisseur unique des antennes de grand diamètre sur le marché russe. Elle participe activement au premier projet russe de télévision par satellite «NTV-Plus», dont General Satellite est le distributeur principal d’équipement de réception des programmes entre 1995 et 1997. 
En 2001, la décision stratégique de changer les priorités d’activité de l’entreprise est prise. Elle développe des activités à forte intensité scientifique et de l’intégration de système. La division science-production est créée. En 2003, l'entreprise élabore le premier récepteur à logiciel propre.
En février 2005, lors du concours de la 7e exposition internationale CSTB qui a eu lieu à Moscou, le récepteur numérique GS FTA-7001S reçoit le prix du «Meilleur développement national (Russie, pays CEI et Baltia) dans le domaine de l’équipement de télévision par satellite et par câble». En novembre 2005, le récepteur GS TE-7010 est marqué comme le meilleur parmi les récepteurs terrestres à bas prix à partir des résultats de tests effectués par le magazine allemand Digital Fernsehen. En 2005, elle lance le projet russe de télévision par satellite « Tricolor TV » En 2007, le terminal numérique par satellite GS VA-7200 a pris «Le meilleur développement» lors de l’exposition internationale CSTB-2007. La même année est construite une usine des adaptateurs numériques à Goussev. En 2008 est organisé le projet d’investissement « Territoire du développement scientifique et technique Technopole Goussev ». Le 2 février 2010, General Satellite annonce le lancement de la première diffusion en 3D en Russie et en Europe orientale. Le 15 avril la corporation effectue en Russie une première retransmission en direct en mode de 3D (gala du théâtre Mariinsky). Le 21 mai à Londres on a vu un début européen de la chaîne satellitaire à image en relief 3DV.

## Activités

### Conception et production des adaptateurs numériques
General Satellite effectue ses propres développements dans le domaine des solutions de système pour la diffusion numérique : du logiciel et de la production des cartes-mères jusqu’au contenu numérique et construction des réseaux.
Le département des développements perspectifs est fondé en 2002.

### Retransmission en 3D
Le 15 avril 2010 la Corporation General Satellite a organisé une première retransmission en direct d’un spectacle de danse classique du théâtre Mariinsky en mode 3D. Les spectateurs en Russie et en Europe ont vu pour la première fois l’image en relief du ballet en direct. Les partenaires techniques de la retransmission étaient : organisation Eutelsat, opérateur européen, organisation Samsung Electronics, organisation Platforma HD, opérateur russe de la télévision payante en haute définition (HDTV). Les points de retransmission étaient organisés à Saint-Pétersbourg, à Moscou et à Paris.
Les représentants de General Satellite considèrent comme un problème essentiel les modes d’accès au contenu et pensent que la croissance de la télévision payante en Russie va intensifier le niveau de cette piraterie.